# كليوباترا كويروي
كليوباترا كويروي (بالإنجليزية: Cleopatra Koheirwe)‏ (مواليد 15 يناير 1982)، هي مُمثلة وكاتبة ومُغنية وشخصية إعلامية أوغندية. ظهرت لأول مرة على الشاشة سنة 2006 بدور «جوي» في فيلم آخر ملوك اسكتلندا. حصلت بعد ذلك على العديد من الأدوار في مُختلف المشاريع السينمائية والتلفزيونية محليًا ودوليًا. شاركت أيضا في الموسم الثاني من مُسلسل سينسايت على منصة نتفليكس 
أدت كليوباترا سنة 2018 دور إيبوني في مُسلسل «تأملات» (بالإنجليزية: Reflections)‏، والذي أخرجته المُخرجة نانا كاغا. التحقت كويروي في يونيو 2019 بشركة (بالإنجليزية: StarTimes Uganda)‏ لتتولى منصب مُديرة العلاقات العامة.

## أعمالها
| السنة   | نوع العمل | عُنوان العمل بالعربية | العُنوان الأصلي للعمل      | الدور           | ملاحظات                                                                                    | مراجع |
| ------- | --------- | -------------------- | ------------------------- | --------------- | ------------------------------------------------------------------------------------------ | ----- |
| 2019    | مُسلسل     | كيادالا              | Kyaddala                  | المُستشارة راهو  |                                                                                            |       |
| 2018    | مُسلسل     | #أسرة                | #Family                   | ليا             | مسلسل من إنتاج (بالإنجليزية: Nabwiso Films)‏                                                |       |
| 2018    | مُسلسل ويب | ميلا                 | Mela                      | نافا كاتيندي    | مُسلسل ويب                                                                                  |       |
| 2018    | فيلم      | 27 سلاحا             | 27 Guns                   | أليس كابويو     | فيلم من إخراج ناتاشا موسيفيني                                                              |       |
| 2017    | مُسلسل     | تأملات               | Reflections               | إيبوني          | مسلسل تلفزيوني من إنتاج وإخراج نانا كاغا ماكفيرسون                                         |       |
| 2016    | مُسلسل     | الشعور 8             | Sense8                    | إحدى الأُمهات    | مسلسل تلفزيوني من إنتاج وإخراج الأختين وتشاوسكي                                            |       |
| 2013    | مُسلسل     | كونا                 | Kona                      | جاكي            | تيلينوفيلا كينية                                                                           | [ 9 ] |
| 2011    | فيلم      | مكتب أبحاث الدولة    | State Research Bureau     | فايث كاتوشابي   | دور مُساعد                                                                                  |       |
| 2011    | فيلم      | يوجيرا               | Yogera                    | هوب/ج           |                                                                                            |       |
| 2010    | مُسلسل     | كن القاضي            | Be the Judge              | لوسي مانغو      | مُسلسل تلفزيوني كيني                                                                        |       |
| 2008-10 | مُسلسل     | التغييرات            | Changes                   | نانزيري مايانجا | مُسلسل كيني من إنتاج شبكة (بالإنجليزية: DSTV)‏، شاركت فيه في دور مُساعد وذلك في الموسمين 1 و2 |       |
| 2006    | فيلم      | آخر ملوك اسكتلندا    | The Last King of Scotland | جوي             | دور مُساعد                                                                                  |       |

## الجوائز والترشيحات
| الجوائز | الجوائز                                      | الجوائز                                   | الجوائز                        | الجوائز |
| السنة   | حفل توزيع الجوائز                            | الفئة                                     | النتيجة                        | مراجع   |
| ------- | -------------------------------------------- | ----------------------------------------- | ------------------------------ | ------- |
| 2013    | جوائز RTV                                    | أفضل مذيعة إذاعية واعدة                   | رُشِّح                            |         |
| 2013    | مهرجان شتات النيل السينمائي الدولي           | جائزة المُمثلة المتميزة                    | حصلت على جائزة مافريك إنداستري |         |
| 2012    | جوائز سوبر تالنت                             | المُمثلة الأكثر موهبة                      | رُشِّح                            |         |
| 2012    | جوائز مهرجان بيرل السينمائي الدولي في أوغندا | أفضل مُمثلة مساعدة (SRB)                   | رُشِّح                            |         |
| 2011    | جوائز كلاشا للسينما والتلفزيون في كينيا      | أفضل ممثلة في دراما تلفزيونية (كن القاضي) | رُشِّح                            | [ 10 ]  |

## روابط خارجية
كليوباترا كويروي على موقع IMDb (الإنجليزية)